# سرقت بزرگ بانک سنت لوئیس
سرقت بزرگ بانک سنت لوئیس (انگلیسی: The Great St. Louis Bank Robbery) یک فیلم در ژانر سرقت است که در سال ۱۹۵۹ منتشر شد. از بازیگران آن می‌توان به استیو مک‌کوئین، دیوید کلارک، و دیوید کلارک، اشاره کرد.